# Sri Lanka Muslim Congress
Der Sri Lanka Muslim Congress (SLMC, Tamil சிறீலங்கா முஸ்லிம் காங்கிரசு) ist eine kleine politische Partei, die sich als Interessenvertreterin der muslimischen Bevölkerungsanteile in Sri Lanka versteht.

## Parteigeschichte
Der SLMC wurde am 11. September 1981 in Kattankudy im Distrikt Batticaloa durch den sri-lankischen Rechtsanwalt M. H. M. Ashraff zusammen mit anderen muslimischen sri-lankischen Intellektuellen gegründet. Ziel war es, eine politische Interessenvertretung für die muslimische Minderheit in Sri Lanka, die vor allem in der Ostprovinz konzentriert ist, zu schaffen. Erster Vorsitzender wurde Marhoom A. L. Ahmed. Am 29. November 1986 wurde der SLMC in eine politische Partei umgewandelt und die offizielle Anerkennung als politische Partei erlangte er am 11. Februar 1988.
Muslime, die auch als Moors („Mauren“) bezeichnet werden, machen knapp 10 % der Bevölkerung Sri Lankas aus, sprechen ganz überwiegend tamilisch und ihr Verhältnis zur singhalesischen buddhistischen Mehrheitsbevölkerung ist nicht spannungsfrei. Der SLMC versteht sich als Interessenvertretung der Muslime und nicht primär als tamilische Partei. Während der Zeit des Bürgerkrieges ergriff er keine Partei für die tamilischen Separatisten und geriet deswegen auch in Konflikt mit den Tamil Tigers.
Programmatisch versteht sich der SLMC nicht als islamistische Partei. Er spricht sich im Parteiprogramm für eine pluralistische sri-lankische Gesellschaft aus, in der alle Minderheiten anteilig mitwirken und gleiche Rechte haben. Sinhala, Tamil und Englisch sollen gleichberechtigte Landessprachen sein. Im Norden und Osten des Landes soll eine autonome Region für die muslimische Minderheit eingerichtet werden. Die Einführung der Scharia wird abgelehnt.

## Teilnahme an Wahlen
Nach der Parlamentswahl in Sri Lanka 1994 war der SLMC mit der People’s Alliance, einem Parteienbündnis unter Führung der Sri Lanka Freedom Party (SLFP) verbündet. Vor der Parlamentswahl 2001 kündigten die SLMC-Parlamentarier ihre Unterstützung der SLFP-Regierung auf.
Bei der Parlamentswahl in Sri Lanka 2004 gewann die Partei 2,02 % der Stimmen und damit 5 der 225 Sitze im Parlament von Sri Lanka.
Bei der Parlamentswahl 2010 trat der SLMC mit anderen Parteien unter dem Banner der United National Party (UNP) an.
Auch bei der Parlamentswahl in Sri Lanka 2015 ging der SLMC mit der UNP eine Wahlallianz ein.
| Wahl                | Stimmen absolut | Stimmen- anteil | Parlaments- sitze |
| ------------------- | --------------- | --------------- | ----------------- |
| Parlamentswahl 1989 | 202.016         | 3,61 %          | 4/225             |
| Parlamentswahl 1994 | 143.308         | 1,80 %          | 7/225             |
| Parlamentswahl 2000 | 197.983†        | 2,28 %†         | 4/225†            |
| Parlamentswahl 2001 | 105.346         | 1,17 %          | 5/225             |
| Parlamentswahl 2004 | 186.876         | 2,02 %          | 5/225             |
| Parlamentswahl 2010 | ††              | ††              | ††                |
| Parlamentswahl 2015 | 44.193          | 0,4 %           | 1/225             |
| Parlamentswahl 2020 | 34.428          | 0,3 %           | 1/225             |
| Parlamentswahl 2024 | 87.038          | 0,78 %          | 3/225             |

† für die Wahl im Jahr 2000 sind hier die Ergebnisse der National Unity Alliance, einer Allianz muslimischer Parteien wiedergegeben

†† bei der Wahl im Jahr 2010 war der SLMC Teil der United National Alliance. Separate Stimmenanteile können daher für den SLMC nicht angegeben werden.